# (21751) Jennytaylor
(21751) Jennytaylor (1999 RT176) – planetoida z pasa głównego asteroid okrążająca Słońce w ciągu 3,67 lat w średniej odległości 2,38 j.a. Odkryta 9 września 1999 roku.